# Cucullia differens
Cucullia differens är en fjärilsart som beskrevs av Köhler 1952. Cucullia differens ingår i släktet Cucullia och familjen nattflyn. Inga underarter finns listade i Catalogue of Life.